# Arne Gaupset
Arne Pedersen Gaupset (ur. 16 kwietnia 1894 w Kristiansund, zm. 18 lutego 1976 tamże) – norweski zapaśnik walczący w stylu klasycznym. Olimpijczyk z Paryża 1924, gdzie zajął piąte miejsce w wadze lekkiej do 67,5 kg.
Jego brat Robert Gaupset startował na turnieju zapasów na igrzyskach w Amsterdamie 1928.

## Letnie Igrzyska Olimpijskie 1924
| Konkurencja                | Runda grupowa         | Runda grupowa           | Runda grupowa         | Runda grupowa        | Runda grupowa          | Klas. końcowa |
| Konkurencja                | Przeciwnik I          | Przeciwnik II           | Przeciwnik III        | Przeciwnik IV        | Przeciwnik V           | Miejsce       |
| -------------------------- | --------------------- | ----------------------- | --------------------- | -------------------- | ---------------------- | ------------- |
| styl klasyczny, waga lekka | Oskari Friman (FIN) P | Sidney Bergmann (AUT) W | Josef Beránek (TCH) W | Ludwig Sesta (AUT) W | Albert Kusnets (EST) P | V miejsce     |